# SFERA-díj
A SFERA-díj (Nagrada SFERA) egy horvát sci-fi-díj. 1981-től ítéli oda a zágrábi központú SFera sci-fi szervezet. 1991-ig egész Jugoszláviából lehetett nevezni, de 1994-től már csak a horvát nyelven íródott művek jöhetnek szóba. Kezdetben csak irodalmi művek indultak, de utóbb jelentősen kibővült a paletta.

## Kategóriák
- miniatúra (nagyon rövid történet, maximum 5 oldal)
- rövid történet (5-15 oldal)
- történet (16-50 oldal)
- novella (51-100 oldal)
- regény (100 oldal felett)
- gyermekregény
- dráma
- költészet
- színes illusztrációk
- fekete-fehér illusztrációk
- képregény

## Fordítás
- Ez a szócikk részben vagy egészben  a   Nagrada SFERA című horvát Wikipédia-szócikk fordításán alapul.  Az eredeti cikk szerkesztőit annak laptörténete sorolja fel. Ez a jelzés csupán a megfogalmazás eredetét és a szerzői jogokat jelzi, nem szolgál a cikkben szereplő információk forrásmegjelöléseként.